# 松平直亮
松平 直亮（まつだいら なおあき、1865年10月28日（慶応元年9月9日） - 1940年（昭和15年）10月7日）は、明治から昭和期の農業経営者、政治家、華族。貴族院伯爵議員。幼名・陽之進、優之丞、旧姓・大眉。

## 経歴
出雲松江藩主・松平定安の三男として生まれる。1873年（明治6年）3月8日、大坂の豪商・大眉五兵衛（天王寺屋五兵衛家）の養子となるが、1877年（明治10年）11月24日に実家の義兄直応（斉斎長男）が隠居し、当主を実父・定安が再継承したが嗣子不在のため、1880年（明治13年）10月30日、実家に復籍し、1882年（明治15年）11月17日、父が隠居し家督を継承し、直亮と改名。1884年（明治17年）7月7日、伯爵を叙爵した。
1882年、学習院に入学したが1884年に退学し、その後は政治学、漢学、英語などを個人教師に学んだ。1904年（明治37年）1月22日、貴族院伯爵議員補欠選挙で当選し、1907年（明治40年）12月18日に辞職するまで2期在任した。また、日本弘道会副会長、同会長、出雲育英会会頭、育英会総裁、宗秩寮審議官、帝室博物館顧問などを務めた。

### 松平農園の経営
1894年（明治27年）北海道上川郡鷹栖村（現旭川市東鷹栖）の山林1700ヘクタールの貸付を受けて、翌年から香川県、富山県からの入植者を入れて開墾を開始した。当初は湿地帯であることや水害などにより収穫がなかったため、元北海道庁殖民課長・内田瀞を管理人として招聘したことにより事業が進展し、14年で貸付地1337ヘクタールの開拓を完了した。1935年（昭和10年）から住民の要望を受け、1936年（昭和11年）から全農地を分譲し1937年（昭和12年）に農場事務所を閉鎖した。墓所は文京区護国寺。

## 栄典
位階
- 1902年（明治35年）12月20日 - 従三位[15]

勲章等
- 1940年（昭和15年）8月15日 - 紀元二千六百年祝典記念章[16]

## 著作
- 『松平定安公伝』松平直亮、1934年。

## 親族
- 先妻 冝（よし、細川護久二女）[1]
- 後妻 充子（みちこ、島津忠義二女）[1]
- 男子 直國（伯爵）[1][2]
- 長女 貞子（鍋島直和夫人）[1]
- 二女 益子（鍋島直和夫人）[1]